# 胡澄 (洪武進士)
胡澄 ，字以道，浙江紹興府諸暨縣人，明朝政治人物、進士出身。

## 生平
鄉試第五名。洪武四年，會試十五名，登進士三甲，授開封府河陰縣縣丞。